# Gabriela Adameșteanu
Gabriela Adameșteanu, född 2 april 1942, är en rumänsk författare, journalist och översättare. Hon är bland annat är känd för romanen Förlorad morgon (Dimineață pierdută) från 1983, och som har haft stort inflytande för rumänsk litteratur.
Adameșteanus litteratur präglas av feminism och vanliga människors öden. Hon deltog på Bokmässan i Göteborg 2013.